# Christian Zanési
Christian Zanési est un compositeur français né à Lourdes le 22 mai 1952.

## Biographie
Christian Zanési est un ancien étudiant de Guy Maneveau et Marie-Françoise Lacaze à l’Université de Pau (1974-1975), de Pierre Schaeffer et de Guy Reibel au Conservatoire de Paris (1976-1977).
En 1977, il entre au Groupe de recherches musicales (GRM). Il y pratique tous les métiers du son et multiplie les expériences, les réalisations et les rencontres. 
Il est à l’origine de nombreux projets dans les domaines de la radio, de la publication et des manifestations musicales, notamment l'émission  Electromania sur France Musique (avec David Jisse et Christophe Bourseiller), le festival Présences électronique et les coffrets CD consacrés aux figures musicales du GRM (Pierre Schaeffer, Bernard Parmegiani, Luc Ferrari et François Bayle). 
Il a été durant de nombreuses années le directeur artistique du  GRM qu’il a quitté en juillet 2015. Depuis, en indépendant, il mène une carrière de musicien électronique et de compositeur.
Depuis les années 1990 il compose dans son home studio et puise son inspiration dans la rencontre poétique avec des sons remarquables.
Il est également à l'origine, avec Bernard Delage, des sons de validation ou de refus de la carte Navigo, comme l'a relevé David Castello-Lopes en 2018.

## Discographie

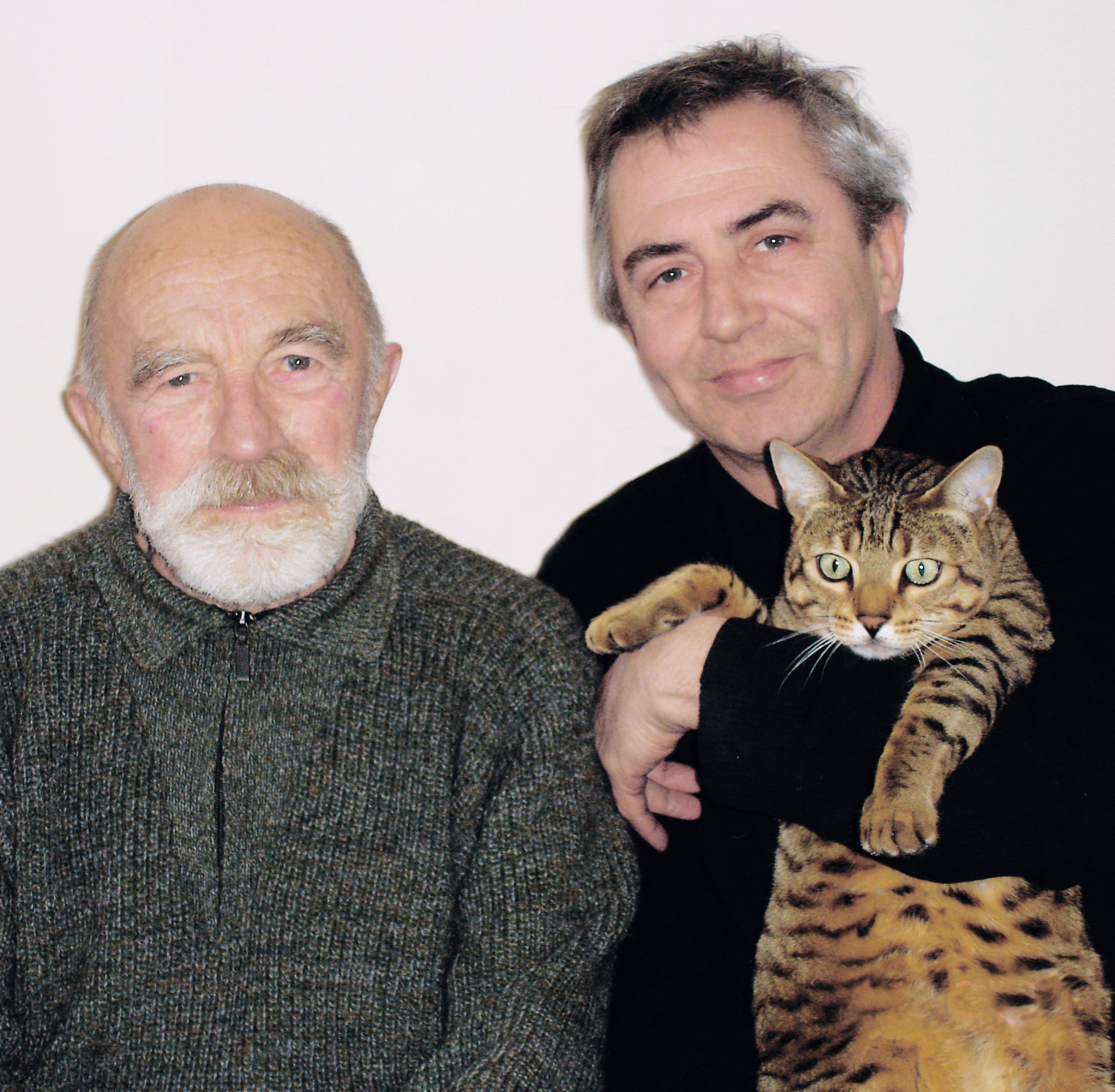
Bernard Parmegiani & Christian Zanési en 2008.

- D'un jardin à l'autre (extrait)--- Concert Imaginaire Ina C1000
- Stop! l'horizon/ Profil-Désir/--- Courir INA C 2001
- Grand Bruit --- Métamkine[4] MKC  011
- Arkheion (Les mots de Stockhausen/ Les voix de Pierre Schaeffer) --- INA E 5001 (Diapason d’or)
- Le paradoxe de la femme-poisson --- INA K 198
- Contributions aux publications du C.M.G. --- Koka Media M10 27 58 72
- Matin Brun --- Radio France
- 91/98/01 --- InaGRM/La Muse en Circuit[5]
- GRM EXPERIENCE --- avec Mika Vainio (Pan Sonic) et Christian Fennesz[6] Signature Radio France/ GRM
- Magnetic Landscape --- Koka Media[7]
- Lignes avec Bruno Letort--- Éditions du point d'exclamation[8]
- Soixante-dix huit tours --- Double Entendre[9]
- Paysage électronique avec train --- Megadisc Classics
- Frontières  avec Arnaud Rebotini --- Blackstrobe Records

COMPILATIONS
- Rough Trade Shops -Electronic 01 (2xCD, Comp)--- Marseille---Mute Records Ltd
- Rough Trade Shops -Electronic 01 (12")--- Marseille 2 --- Mute Records Ltd
- Concert Imaginaire -GRM --- D'un Jardin À L'autre --- INA-GRM
- Génériques Potentiels --- Rebecca, Electro Jeu...--- Cezame
- Klangwelten --- Grand Bruit (Excerpt) --- WERGO
- 50 Ans De Musique Electroacoustique Au Groupe De Recherches (2xCD) --- Grand Bruit, Saphir, S... --- Fondazione Teatro Massimo
- Archives GRM (5xCD + Box) --- Sonal RATP--- INA-GRM
- The Citizen Band Issue. Vibrö No.3 --- Audio Visage --- Vibrö
- Shepherds Know How To Have The Best Wool (File, MP3, Mixed, 192) --- Nostalgia --- Ante-Rasa